# Jelcz M121E
Jelcz M121E – niskowejściowy trolejbus, produkowany przez polską firmę Jelcz, gdyńskie PNTKM oraz MPK Lublin. Jest kontynuacją modelu Jelcz 120MT.

## Historia
Pierwszy Jelcz M121E opuścił warsztaty PNTKM w Gdyni w 1999 roku. Dzięki zastosowaniu niskiej podłogi w części od drzwi przednich do środkowych znacznie ułatwione korzystanie z tego pojazdu mają osoby starsze, niepełnosprawne oraz pasażerowie z dziećmi w wózkach. Dzięki zastosowaniu nowej generacji napędu chopperowego i przetwornicy statycznej uzyskano, oprócz zwiększenia płynności jazdy przy zmianie prędkości, także zmniejszenie zużycia energii elektrycznej do 30% w porównaniu do napędu zaopatrzonego w tradycyjny układ stycznikowy. Podczas hamowania lub zjazdu z góry istnieje możliwość zwrotu energii elektrycznej do sieci. Dzięki zastosowaniu układów elektronicznych udało się w radykalnym stopniu zredukować czynności obsługowe. W 2000 roku wybudowano trolejbus tego typu w warsztatach MPK Lublin. Przez dłuższy czas był to jedyny niskopodłogowy trolejbus w Lublinie.

## Dostawy
| Państwo        | Miasto         | Lata dostaw    | Liczba | Numery taborowe |       |
| -------------- | -------------- | -------------- | ------ | --------------- | ----- |
| Polska         | Gdynia         | 1999           | 1      | 3304            | [ 1 ] |
| Polska         | Lublin         | 2001           | 1      | 3818            | [ 1 ] |
| Litwa          | Kowno          | 2000           | 1      | 353             | [ 2 ] |
| Łączna liczba: | Łączna liczba: | Łączna liczba: | 3      |                 |       |